# Ablabesmyia simpsoni
Ablabesmyia simpsoni es una especie de insecto díptero del género Ablabesmyia, familia Chironomidae.

Fue descrito por primera vez en 1985 por Roback. 

## Distribución
Se distribuye por Nueva York.